# 72432 Kimrobinson
72432 Kimrobinson è un asteroide della fascia principale. Scoperto nel 2001, presenta un'orbita caratterizzata da un semiasse maggiore pari a 2,6081652 UA e da un'eccentricità di 0,1463371, inclinata di 5,54056° rispetto all'eclittica.